# Миллер, Джон (архитектор)
Джон Хармсворт Миллер (англ. John Harmsworth Miller, 18 августа 1930 — 24 февраля 2024) — британский архитектор. Наиболее известен крупными проектами университетов и музеев Англии и Шотландии (галерея Тейт Британия, галерея Уайтчепел, музей Фицуильяма, Шотландская национальная галерея, Ньюхэм-колледж в Кембридже).

## Биография
Родился 18 августа 1930 года.
Сэр Николас Серота, британский куратор и бывший директор галерей Тейт и Уайтчепел, так прокомментировал работу Миллера: «Подобно хорошо сшитому костюму, элегантность его архитектурного языка обладает легкостью, которая скрывает строгость и решительность его практики».
С 1950 по 1956 год Миллер учился в Архитектурной ассоциации, где среди его наставников был британский архитектор Питер Смитсон. Он посещал Aссоциацию вместе с Патриком Ходжкинсоном, Кеннетом Фрэмптоном и Нивом Брауном, а также другими выдающимися британскими архитекторами и экспертами. Ассоциация представляла Миллера как представителя «золотого поколения своих послевоенных студентов»[8]. После окончания Ассоциации, в конце 1950-х и начале 1960-х годов Миллер работал в архитектурных фирмах в Лондоне, включая Lyons Israel Ellis.
В 1961 году Миллер совместно с британским архитектором Аланом Колкухоуном основал архитектурное бюро Colquhoun + Miller. Жена Миллера, Сью Роджерс, присоединилась к нему в 1986 году. В 1989 году партнёр покинул бюро, которое стала называться John Miller and Partners.[12] Среди известных проектов, реализованных Миллером и его бюро:
- Школа Форест Гейт, Лондон (1965)[12]
- Химические лаборатории Royal Holloway (1970)[12][13]
- Pillwood House в Корнуолле (1974), которому в 2017 году был присвоен статус памятника архитектуры II степени организацией Historic England[14]
- расширение и реконструкция галереи Уайтчепел, которая выиграла премию RIBA Regional Architecture Award (1987)[15]
- Здание королевы, Университет Восточной Англии, которое получило Национальную премию Королевского института британских архитекторов (RIBA) в области архитектуры (1995)[16]
- реконструкция галереи «Серпентайн» (1998 г.)[17]
- Столетие развития галереи Тейт Британия, которое стало самым значительным изменением в галерее с момента ее создания в 1897 году, добавив 10 новых и пять отремонтированных выставочных площадей (2001 г.)[18]
- новая библиотека Хорнера-Марквика в Ньюхэм-колледже, Кембридж (2004)[19]
- расширение внутреннего двора музея Фицуильяма, Кембридж (2004)[20]
- линия Уэстона, соединяющая Шотландскую национальную галерею и Королевскую шотландскую академию в Эдинбурге (2004)[20]

В 2006 году на новогодней церемонии награждения Миллер был назначен Командором Ордена Британской империи за заслуги в области архитектуры
В течение своей жизни Миллер занимал различные академические посты, включая должности приглашённого эксперта в Корнеллском университете (1966—1971), приглашённого эксперта в Принстонском университете (1970), профессора дизайна окружающей среды в Королевском колледже искусств (1975—1985), приглашённого профессора в Тринити-колледже в Дублине (1985—1986), приглашенного профессора в Манчестерском университете (1986—1989), члена Королевского колледжа искусств (1976), члена Королевского общества искусств (1984) и почетного члена Королевского колледжа искусств (1985).
Джон Миллер умер 24 февраля 2024 года в возрасте 93 лет.